# Josip Plemelj

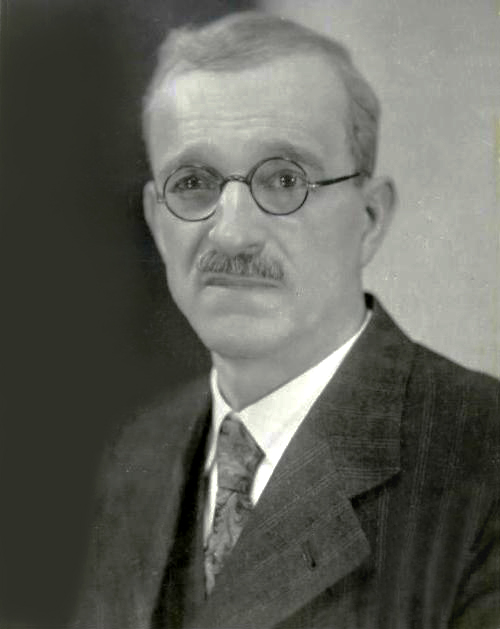
Josip Plemelj (nach 1920)

Grabstein in Bled

Josip Plemelj (* 11. Dezember 1873 bei Bled; † 22. Mai 1967 in Ljubljana) war ein slowenischer Mathematiker und Hochschullehrer.

## Leben
Plemelj wuchs in ärmlichen Verhältnissen auf. Sein mathematisches Talent wurde früh erkannt und ihm wurde eine gute Schulbildung ermöglicht. Von 1894 bis 1898 studierte er an der Universität Wien, wo er bei Gustav von Escherich zum Dr. phil. promovierte. Anschließend war er an der Friedrich-Wilhelms-Universität Berlin und der Georg-August-Universität Göttingen. 
1902 in Wien habilitiert, lehrte er als Privatdozent. 1907 erhielt er eine Professur an der Franz-Josephs-Universität Czernowitz. Im Ersten Weltkrieg wurde er 1917 von dort vertrieben.
1919 wurde Plemelj der erste Rektor der wiedereröffneten Universität Ljubljana, deren Ausbau zu einer slowenischen Universität eine wichtige Aufgabe in den Anfangsjahren des neuen Königreichs der Serben, Kroaten und Slowenen war. Er arbeitete dort als Mathematikprofessor bis zu seiner Emeritierung 1957 im Alter von 83 Jahren. Im Laufe seiner Karriere erhielt er zahlreiche Auszeichnungen, u. a. den Richard-Lieben-Preis, die Aufnahme in die jugoslawische, die slowenische und die Bayerische Akademie der Wissenschaften (1954) sowie die Ehrendoktorwürde der Universität Ljubljana.
Plemelj arbeitete vor allem auf dem Gebiet der Differential- und Integralgleichungen. Auf Anregung von David Hilbert in Göttingen war er einer der ersten, die in der Theorie der Fredholm-Operatoren wichtige Fortschritte lieferten. Sein Name ist auch mit den Plemelj-Sokhotsky-Formeln verbunden, die in verschiedenen Anwendungen singulärer Integralgleichungen eine Rolle spielen. Erwähnenswert ist auch Plemeljs besonders eleganter Beweis der Fermat-Vermutung im Fall n=5. Nach ihm und Frank Smithies sind die Plemelj-Smithies-Formeln benannt.
Seine vorgebliche Lösung von Hilberts 21. Problem wurde 1989 durch Andrei Andrejewitsch Bolibruch widerlegt.  Plemelj hatte damals selbst einen Lösungsversuch von Ludwig Schlesinger als lückenhaft nachgewiesen.

## Trivia
2023 ehrte Slowenien ihn zum 150. Geburtstag mit der Ausgabe einer 2-Euro-Sondermünze.